# 箱根登山デパート
箱根登山デパート（はこねとざんデパート）は、神奈川県小田原市にあった日本の百貨店である。本稿では、同百貨店が業態転換した専門店ビル「箱根登山ベルジュ」、また跡地に建設された「トザンイースト」についても述べる。

## 歴史・概要
箱根登山鉄道（現：小田急箱根）が運営していた路面電車・小田原市内線の小田原駅の跡地に1959年（昭和34年）10月に箱根登山デパートとして開業し、小田原市内初の百貨店となったのが始まりである。
1965年（昭和40年）には売場面積3,242m2で売上高13.8億円を上げ、売場面積1,490m2で売上高12.7億円だった志澤を凌ぐ小田原市の地域一番店となっていたが、業績不振のため1980年（昭和55年）に専門店ビルの箱根登山ベルジュに業態転換をして百貨店としての歴史に終止符を打った。
箱根登山ベルジュに業態転換をした後の1988年（昭和63年）には33店舗が入居して売上高約21億円を上げたが、郊外型の大型商業施設が多数進出した影響を受けて1993年（平成5年）以降は売上が減少していった。1998年（平成10年）には1階の改装を行うと共に新規の専門店を導入するなどてこ入れを図ったが、店舗周辺の大型商業施設の閉鎖が相次いだことで立地する小田原駅東口地区の集客力が低下するなどしたため、2011年（平成23年）度は15店舗で売上高約5.2億円に落ち込んだ。
このように売り上げが減少し続け建物の老朽化も著しいことから、2012年（平成24年）9月26日に箱根登山鉄道は本施設を閉店すると発表し、2013年（平成25年）3月31日に閉店となった。
2013年（平成25年）12月に解体工事が行われたその時点でも新施設の内容は決まっていなかったが、2014年（平成26年）11月5日に「箱根登山鉄道」が飲食・サービスの店舗を中心とした低層の商業施設を2015年（平成27年）1月に着工する計画を発表した。
跡地に地下1階・地上4階建て延べ床面積約1,950m2の建物を建設し、カフェや飲食店などが入居するトザンイーストが2015年（平成27年）11月27日に開業。
「トザンイースト」の開業時には、1階には「箱根登山デパート」の杭であった松材を加工した灯篭や路面電車駅跡地であることを記した銘板などが設置された。